# Xã Morton, Quận Boyd, Nebraska
Xã Morton (tiếng Anh: Morton Township) là một xã thuộc quận Boyd, tiểu bang Nebraska, Hoa Kỳ. Năm 2010, dân số của xã này là 110 người.